# Тришкин кафтан
«Тришкин кафтан» — басня И. А. Крылова, ставшая основой идиомы о ситуациях, когда один недостаток пытаются исправить, создавая другой.

## Создание и идея
И. А. Крылов написал «Тришкин кафтан» в 1815 году, к тому же году относится первая публикация в журнале «Сын Отечества».

### Трансформация текста
Известно, что баснописец тщательно выписывал свои тексты, многократно возвращался к ним и редактировал после первой публикации. «Тришкин кафтан» трансформировался по ходу создания.
Вначале в центре сюжета был Тришка, у которого «на локтях кафтан прорвался». «Портного бы призвать, и дело все с концом. / Но Тришка малый был с умом, / Он говорит: „И сами мы зашьем“, / И тотчас за иглу принялся».
Этот вариант Иван Андреевич отложил, сочинив второй, в котором действующим лицом становится господин, у которого Тришка состоит в услужении: «У Тришки на локтю кафтан продрался. /„Подлец ты, пьяница, бездельник,— разъярясь / Кричит боярин (он был князь), / Чтоб эдак на глаза ты мне не попадался!“ / Мой Тришка за иглу принялся…»
Двух героев одна басня не выдерживала, и Крылов попытался поставить в центре господина: «У барина кафтан на локотках продрался. / Портного бы позвать…» Поняв, что занашивать кафтан до дыр барину не с руки, автор исправляет зачин: «Плащ у боярина прорвался. / Портного бы призвать, и дело все с концом…»
Этот вариант Крылова тоже не удовлетворил, и он вернулся к первому, вычеркнув из него 4 строчки: «У Тришки на локтях кафтан прорвался. / Что долго думать тут? / Он за иглу принялся…» Обращение к господам он вынес в мораль: «Таким же образом, видал я, иногда / Иные господа, / Запутавши дела, их поправляют…/ Посмотришь — в Тришкином кафтане щеголяют».

### Фабула и адресация
Фабула басни строится вокруг действий человека по имени Тришка, который чинил протёршиеся рукава, укоротив их и использовав отрезанные куски на заплаты, а потом надставлял короткие рукава, отрезав фалды у кафтана и тем самым сделав их «короче иного камзола». В морали автор приводит сравнение с господами, которые поправляют свои дела, как Тришка.
Басня содержала намёк на помещиков, пытавшихся поправить бедственное положение имений их перезалогом в Опекунском Совете, вместо того, чтобы задуматься о повышении доходности своего хозяйства, не покрывавшего их расходов. Автор призывает решать проблемы с умом, не действуя близоруко и не порождая их усугубление, устранять причины проблем, а не следствия.

## Критика
Басне «Тришкин кафтан» посвящены V и VI главы книги Л. С. Выготского «Психология искусства». Анализ басни он начинает с отклика на жалобы В. Водовозова на то, что детям никак не удавалось разъяснить суть сюжета: они видели в Тришке ловкого портняжку, который умело выкручивается из затруднительной ситуации, тогда как автор имел в виду неумелых помещиков и хозяев, которые пытаются сводить концы с концами, перетягивая скудные ресурсы с одного участка на другой и не решая проблему по существу. Выготский подметил, что неоднозначность читательской реакции указывает на вариативность смысла басни: «Мы одновременно радуемся новой Тришкиной находчивости и соболезнуем новому Тришкиному горю».
А. К. Жолковский и Ю. К. Щеглов сформулировали тему басни так: «Человек обрезает одни части кафтана, чтобы починить другие». Оценивая их концепцию, профессор Харьковского университета В. Н. Калюжный отмечает: исследователи не обратили внимания на то, что Тришка действует в стеснённых обстоятельствах, а с учетом этого тему можно обозначить иначе: «в условиях ограниченных ресурсов можно решить старую проблему, лишь создав новую». «Дальний родственник Иванушки-дурачка, Тришка смотрится то культурным героем, то абсурдистским персонажем», — делает вывод Калюжный.
Профессор подразделяет структуру текста по действиям главного героя и трансформации предмета, который тот пытается совершенствовать, отмечая, что от начала текста к его концу самооценка героя возрастает («весел Триша мой»), а его оценка со стороны общества падает: если поначалу окружающие ему сочувствуют, то затем неуклюжие действия Тришки вызывают насмешки.
Темы басни Калюжный определяет как «бедность, глупость, бестолковость», бинарные сочетания, отражающие тему сюжета — как «желаемое — действительное», «цель — средство», «рациональное — иррациональное», «свобода — необходимость», «результат — плата». А в качестве аналогов сути басни профессор приводит крылатые фразы «Нос вытащишь — хвост увязнет», «Его в дверь, а он в окно», «Выше головы не прыгнешь».

## Крылатое выражение
Выражение «Тришкин кафтан» стало крылатым ещё при жизни Крылова. «На одной избе, вместо крыши, лежали целиком ворота; провалившиеся окна подперты были жердями, стащенными с господского амбара. Как видно, в хозяйстве исполнялась система Тришкина кафтана: отрезались обшлага и фалды на заплату локтей», -- написал Н. В. Гоголь в «Мёртвых душах» об имении помещика Хлобцева.
Идиома обозначает попытку исправить одно за счёт другого из-за бедности.
Выражение «Тришкин кафтан» относят к человеку, наскоро латающему дыры в хозяйстве и путающему свои дела с каждым днем всё больше. Правда, неунывающий Тришка старается действовать по своему разумению, и никого в своих бедах не винит.

## Значение
«Перечитайте подряд басни «Демьянова уха», «Рыбья пляска», «Волк на псарне», «Стрекоза и Муравей», «Лебедь, Щука и Рак», «Квартет», «Ворона и Курица», «Кот и Повар», «Тришкин кафтан», «Крестьянин и Работник» и множество других, с детства полюбившихся нам, — и перед вами встанет «русский мир», с нашими нравственными, душевными изъянами, неразрешенными за века проблемами, не искорененными дурными привычками, глупыми порядками, служебными пороками; но и — с признанными достоинствами, бесчисленными талантами, беспримерным великодушием, неизменной самоиронией. Тут, как на ладони, — вся наша духовная, общественная, государственная жизнь, увиденная острым взглядом насмешливого мудреца», — подметил литературовед Андрей Румянцев.